# 江頭邦雄
江頭 邦雄（えがしら くにお、1937年10月1日 - 2008年4月7日）は、日本の実業家。味の素代表取締役社長・会長、経団連副会長、日本冷凍食品協会会長等を務めた。

## 人物
長崎県佐世保市出身。長崎県立佐世保北高等学校卒業後、2年間の大学浪人生活を経て、一橋大学に入学。1962年同大学卒業。同年に味の素に入社。
1987年味の素取締役に就任、1997年に社長に就任、2005年に会長就任。味の素冷凍食品の分社化、油事業の分社化及びホーネンコーポレーションとの経営統合によるJ-オイルミルズ設立などを行う一方、ネスレやユニリーバなどと伍していくため世界中で積極的にM&Aを進めた。2003年欧州味の素食品設立
。
2007年に日本経済団体連合会副会長に就任したものの、体調不良により退任。2008年膵臓癌のため東京都文京区の病院で死去。